# Herr Attila
Herr Attila (Szentendre, 1975. július 21. –) basszusgitáros. Általában etno és folk műfajokban mozog.

## Pályafutása
Szentendre környéki amatőr rockzenekarokban kezdett zenélni 15 évesen. Közelebbről 1990 nyarán az Arszlánban, amellyel első nyilvános fellépése szeptemberben volt. Autodidakta, de később neves zenészektől tanult, mint Zsoldos Tamás (Barbaro), vagy Frey György. Ezek után a Liszt Ferenc Zeneművészeti Egyetem jazz-tanszakát is elvégezte, jelenleg már ő is tanít.
Rengeteg zenekarban és sok stílusban játszott beugróként és állandó tagként is. 1996-ban a Neoton Família Budai Parkszínpados koncertjén játszott. A Besh o droM-ban beugróként kezdte, és jelenleg állandó tag. 2004-től az Azuma Clanban, 2011-től egy újabb formációban, a Konyha együttesben Badics Márkkal és Szepesi Mátyással zenél.